# Neue Kriminalpolitik
Die Neue Kriminalpolitik. Forum für Praxis, Recht und Kriminalwissenschaften (NK) ist eine juristische Fachzeitschrift, die seit 1989 vierteljährlich im Nomos-Verlag erscheint. Die Zeitschrift enthält Beiträge aus Deutschland, Österreich und der Schweiz.
Die Redaktion besteht aus Hendrik Schneider (presserechtlich verantwortlich), Katrin Höffler und Johannes Kaspar. Die Auflage beträgt 1150 Druckexemplare (Stand 2021).
Zielgruppen sind: Kriminologen, Soziologen, Juristen, Pädagogen und Psychologen. Die von den Herausgebern formulierten Ziele lauten: Rationaler Umgang mit Kriminalität, Grundrechtsverteidigung, Abbau staatlicher Sozialkontrolle und Vorrang sozialer Konfliktlösungen.